# Liste der Kulturdenkmale in Thermalbad Wiesenbad

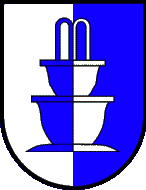
Wappen von Thermalbad Wiesenbad

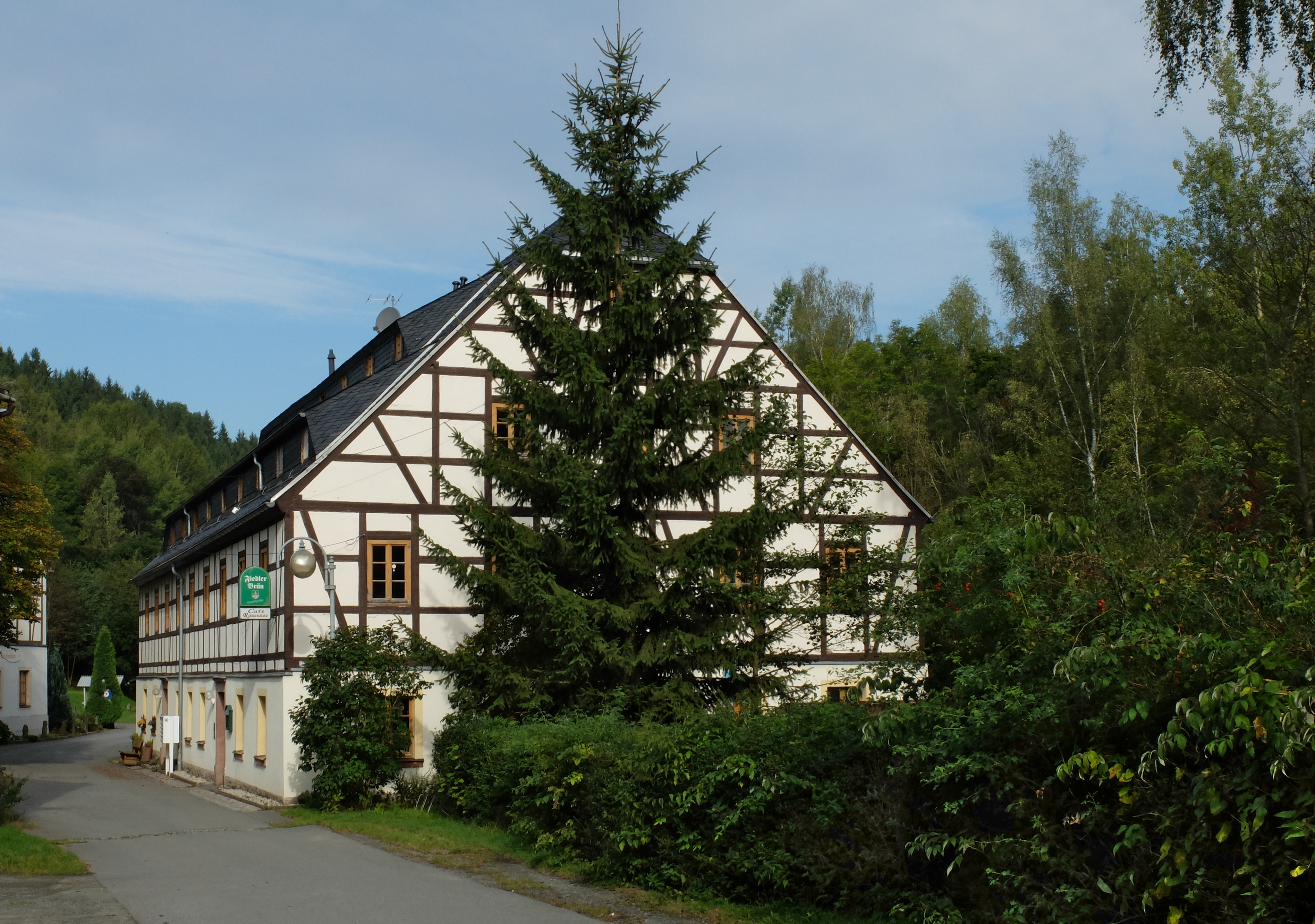
Himmelmühle

Die Liste der Kulturdenkmale in Thermalbad Wiesenbad enthält die Kulturdenkmale in Thermalbad Wiesenbad.
Diese Liste ist eine Teilliste der Liste der Kulturdenkmale in Sachsen.

## Legende
- Bild: Bild des Kulturdenkmals, ggf. zusätzlich mit einem Link zu weiteren Fotos des Kulturdenkmals im Medienarchiv Wikimedia Commons. Wenn man auf das Kamerasymbol klickt, können Fotos zu Kulturdenkmalen aus dieser Liste hochgeladen werden:
- Bezeichnung: Denkmalgeschützte Objekte und ggf. Bauwerksname des Kulturdenkmals
- Lage: Straßenname und Hausnummer oder Flurstücknummer des Kulturdenkmals. Die Grundsortierung der Liste erfolgt nach dieser Adresse. Der Link (Karte) führt zu verschiedenen Kartendiensten mit der Position des Kulturdenkmals. Fehlt dieser Link, wurden die Koordinaten noch nicht eingetragen. Sind diese bekannt, können sie über ein Tool mit einer Kartenansicht einfach nachgetragen werden. In dieser Kartenansicht sind Kulturdenkmale ohne Koordinaten mit einem roten bzw. orangen Marker dargestellt und können durch Verschieben auf die richtige Position in der Karte mit Koordinaten versehen werden. Kulturdenkmale ohne Bild sind an einem blauen bzw. roten Marker erkennbar.
- Datierung: Baubeginn, Fertigstellung, Datum der Erstnennung oder grobe zeitliche Einordnung entsprechend des Eintrags in der sächsischen Denkmaldatenbank
- Beschreibung: Kurzcharakteristik des Kulturdenkmals entsprechend des Eintrags in der sächsischen Denkmaldatenbank, ggf. ergänzt durch die dort nur selten veröffentlichten Erfassungstexte oder zusätzliche Informationen
- ID: Vom Landesamt für Denkmalpflege Sachsen vergebene, das Kulturdenkmal eindeutig identifizierende Objekt-Nummer. Der Link führt zum PDF-Denkmaldokument des Landesamtes für Denkmalpflege Sachsen. Bei ehemaligen Kulturdenkmalen können die Objektnummern unbekannt sein und deshalb fehlen bzw. die Links von aus der Datenbank entfernten Objektnummern ins Leere führen. Ein ggf. vorhandenes Icon  führt zu den Angaben des Kulturdenkmals bei Wikidata.

## Thermalbad Wiesenbad
| Bild                                    | Bezeichnung | Lage                                             | Datierung                           | Beschreibung | ID          |
| --------------------------------------- | --- | ------------------------------------------------ | ----------------------------------- | --- | ----------- |
|                                         | Turbinenhaus | (Karte)                                          | 1. Hälfte 20. Jahrhundert           | technikgeschichtlich von Bedeutung | 08967576    |
| Direkt Bild zu diesem Denkmal hochladen | Gedenksäule | (Karte)                                          | 2. Hälfte 19. Jahrhundert           | Neogotische Gedenksäule zur Erinnerung an die Errichtung des Kurparks, ortsgeschichtlich und baugeschichtlich von Bedeutung | 08967578    |
| Direkt Bild zu diesem Denkmal hochladen | Binge und Halde „Großer Riss“ | (Karte)                                          | 16./17. Jahrhundert (Bergbauanlage) | bergbaugeschichtlich und ortsgeschichtlich von Bedeutung | 08967494    |
| Direkt Bild zu diesem Denkmal hochladen | Wohnhaus | Alte Freiberger Straße 3 (Karte)                 | bezeichnet 1864                     | Obergeschoss Fachwerk, Spätphase regionaltypischer Holzbauweise, baugeschichtlich von Bedeutung Erdgeschoss massiv, Stallteil (?) noch erkennbar, intaktes Wand-Öffnungs-Verhältnis, Krüppelwalmdach, Schieferdeckung | 08967569    |
| Weitere Bilder                          | Aussichtsturm („Bismarckturm“, „May´s Turm“) | Alte Freiberger Straße 4 (gegenüber) (Karte)     | 1899                                | baugeschichtlich und ortsgeschichtlich von Bedeutung; Massivbau, 13 m hoch, zum ersten Todestag Otto von Bismarcks eingeweiht | 08967487    |
|                                         | Villa mit Garagenanbau, zwei Nebengebäude sowie Garten | Alte Freiberger Straße 5 (Karte)                 | bezeichnet 1922                     | Villengrundstück des Textilfabrikanten Meyer, Gesamtkunstwerk im expressionistischen Stil, baugeschichtlich von Bedeutung; - zweigeschossiger Putzbau, Obergeschoss zum Teil als Dachgeschoss, Satteldach (teils Mansardformen, nach hinten schleppgaupenartig) schiefergedeckt, mehrere Erker, Kastenfenster mit kleinteiliger Sprossung, Giebel holzverschindelt, durchweg sanierte originale Kastenfenster, expressionistischer Schrank sowie Wanduhr, desgleichen Deckengestaltung (sowohl Holz als auch Stuck), selbst in einem Kellerraum - Nebengebäude 1: spitzdachiger Bruchsteinbau, wahrscheinlich zur Weinlagerung - Nebengebäude 2: Überhausung eines Eiskellers, Holzkonstruktion mit erhaltenen expressionistischen Fensterrahmen | 08967488    |
| Weitere Bilder                          | Kapelle | Alte Freiberger Straße 6 (Karte)                 | 1914–1915                           | Putzbau im traditionellen Stil, baugeschichtlich von Bedeutung | 08967570    |
| Weitere Bilder                          | schlossartiges Wohnhaus (Nr. 21, später Gaststätte) mit Stützmauern, südlich gelegenem Aussichtspavillon im Wald, nordöstlich gelegenem Mausoleum im Wald und südöstlich gelegener künstlicher Ruine im Wald sowie Bediensteten-Wohnhaus (Nr. 6), Bediensteten-Doppelwohnhaus (Nr. 8/10), Garage (gegenüber Nr. 6) und zwei Torpfeiler | Eisenbergstraße 6; 8; 10; 21 (Karte)             | um 1910                             | zwischen Neobarock und Reformstil, Mausoleum von 1922, die Bediensteten-Wohnhäuser mit Obergeschoss Zierfachwerk (Einzel- und Doppelwohnhaus), Garage Fachwerk, bauhistorische und ortsgeschichtliche Bedeutung - zweigeschossiger massiver Putzbau mit Mansarddach, heterogener Grundriss, Dachreiter, Portikus vor zentralem Treppenhaus, die zwei erwähnten übrigen Wohngebäude mit Fachwerk-Obergeschoss, Garage mit Verbretterung und Zierfachwerk - Pavillon (Flurstück 232), künstliche Ruine (Flurstück 212), Mausoleum (Flurstück 208), 200 m südlich zwei Bruchstein-Torpfeiler mit Kugelbekrönung, rund 5 m hoch | 08967491    |
| Direkt Bild zu diesem Denkmal hochladen | Straßenbrücke | Eisenbergstraße 9 (bei) (Karte)                  | Ende 19. Jahrhundert                | Bruchstein-Bogenbrücke über die Zschopau, baugeschichtlich von Bedeutung Mit Schlussstein | 08967490    |
|                                         | Wohnhaus (Nr. 15) mit angebautem Stallgebäude (Nr. 13) und zwei weitere Wohnhäuser (Nr. 17 und 19) eines Gestüts | Eisenbergstraße 13; 15; 17; 19 (Karte)           | 1930er Jahre                        | Ensemble im Heimatstil, architektonisch interessant, zum Teil in Fachwerk, Toranlage mit zwei Bruchstein-Torpfeilern und Kugelbekrönung, von baugeschichtlicher und ortsgeschichtlicher Bedeutung; massives Erdgeschoss, darüber Fachwerk-Obergeschoss mit umlaufendem Gang und Balustrade, flache Satteldächer, zum Teil noch alte Blitzableiter, Nummer 19 mit rustikalem Natursteinsockel, darüber Fachwerk | 08967492 –2 |
|                                         | Drei Mehrfamilienhäuser einer Arbeitersiedlung | Freiberger Straße 14; 16; 18; 20; 22; 24 (Karte) | vor 1900                            | Teil einer Siedlung von vier Arbeiterwohnhäusern in Ziegelarchitektur, siehe auch Lindenstraße 1, 2, baugeschichtlich und sozialgeschichtlich von Bedeutung Denkmaltext: Die sogenannten Roten Häuser sind vier Wohnhäuser für Arbeiter des ehemaligen Textilwerks von Wiesenbad (das fünfte Gebäude – Lindenstraße 3/4 – ist, da baulich verändert, kein Kulturdenkmal mehr), die wohl vor 1900 planmäßig angelegt wurden. Dominant sind die drei traufständigen Gebäude der Freiberger Straße, zweigeschossige Backsteinbauten auf rustikalem Sockel von zwei zu zwölf Achsen mit erhöhtem, dreiecksgiebeligem Mittelrisalit und Segmentbogenfenstern auf der der Straße zugewandten Seite und mit flachen Krüppelwalmdächern (das Gebäude Lindenstraße 1/2 weicht in Achsenzahl und Dachform etwas ab, auch hat es als einziges noch die ursprünglich dazu gehörigen hinteren Schuppenbauten). Als Bauzier weisen die roten Gebäude gelbe Ziegel auf, die zum Beispiel als optische Geschosstrennung ein Deutsches Band formen, die Backsteinarchitektur weist auf Sozial- bzw. Industriezusammenhang, die vergleichsweise aufwändige Gestaltung war wohl auch eine Selbstdarstellung des Textilunternehmens, neben der bau- und sozialgeschichtlichen Bedeutung der Anlage ist auch ihre bildprägende Relevanz hervorzuheben, ebenso wie der hohe Dokumentationswert und ihre Singularität im Annaberger Raum. Freiberger Straße 14–24: zweigeschossige rote Backsteinbauten auf rustikalem Sockel, 12 × 2 Achsen, Segmentbögen, dreiecksübergiebelter flacher Mittelrisalit, flache Krüppelwalmdächer, Gurtgesimse mit Deutschem Band, bei den Häusern der Freiberger Straße sind die dazu gehörigen Schuppen nicht mehr vorhanden, jedoch bei Lindenstraße 1 und Lindenstraße 2 noch, Lindenstraße 1/2: dreigeschossig, flaches Mansarddach, gerade Stürze       | 08967565    |
| Direkt Bild zu diesem Denkmal hochladen | Wohnhaus | Freiberger Straße 29 (Karte)                     | um 1900                             | Putzbau mit Einflüssen des Schweizerstils, baugeschichtlich von Bedeutung; zweigeschossiger massiver Putzbau, flacher vierachsiger Mittelrisalit, dreiecksübergiebelt mit Freigespärre, Natursteingewände, Traufzone mit Ziegelornament, Satteldach | 08967571    |
| Direkt Bild zu diesem Denkmal hochladen | Wohnhaus | Freiberger Straße 31 (Karte)                     | um 1900                             | ortsbildprägender roter Ziegelbau mit baugeschichtlicher Bedeutung; zweigeschossiger roter Klinkerbau, Lisenen und Ornamente gelb abgesetzt, sehr tiefer Kubus, steiles Mansarddach mit originalem Dachausbau, zum Teil Schieferdeckung | 08967572    |
| Weitere Bilder                          | Kurhaus, Badehaus, Kinderhaus, „Strümpellhaus“, Wandelhalle mit Terrassenmauer und vorgelagerter Freitreppe, südliches Gästehaus sowie Quellhäuschen mit Einfriedungsmauer einer Kurklinik | Freiberger Straße 33 (Karte)                     | 1827                                | baugeschichtlich und ortsgeschichtlich von Bedeutung - Kurhaus: dreigeschossiger massiver Putzbau mit flachem Walmdach, dominanter Dachreiter mit Uhr - Badehaus: Dreigeschossiger massiver Putzbau mit flachem Walmdach, Mittelteil akzentuiert durch vier Kolossalpilaster, dort Rundbogenfenster im zweiten Obergeschoss, - Kinderhaus: zwei Geschosse in Fachwerk auf massivem Sockel, Satteldach, Fenstersprossung im originalen Sinn - Strümpellhaus: zweigeschossiger massiver Putzbau, flaches Walmdach - Wandelhalle: Bemerkenswerter klassizistischer eingeschossiger Putzbau mit ionischem Portikus, Quellhaus im Norden - Neben dem Kurhaus: kleiner neogotischer Bau mit Spitzbogenfenster an der Rückseite | 08967580    |
| Direkt Bild zu diesem Denkmal hochladen | Wohnstallhaus und Scheune eines Zweiseithofs | Freiberger Straße 49 (Karte)                     | nach 1800                           | Wohnstallhaus vermutlich mit Fachwerkobergeschoss, baugeschichtlich und heimatgeschichtlich von Bedeutung; Erdgeschoss massiv, Obergeschoss zumindest zum Teil Fachwerk (verputzt), steiles Satteldach, Schieferdeckung, intaktes Wand-Öffnungs-Verhältnis, Winterfenster, Dach ohne Ausbauten, Scheune teils noch Holzkonstruktion | 08967577    |
| Weitere Bilder                          | Herrenhaus (Nr. 12), Wohnhaus (Nr. 3), Remise (neben Nr. 3), Gasthaus (Nr. 5), Nebengebäude (Nr. 14), zwei Fabrikgebäude, Schornstein und Mühlgraben eines ehemaligen Mühlenanwesens | Himmelmühle 3; 5; 12; 14 (Karte)                 | historisch ab 16. Jahrhundert       | baugeschichtlich, regionalgeschichtlich und technikgeschichtlich von Bedeutung - Haus-Nummer 3: zweigeschossiges massives Wohnhaus, klassizistische Einflüsse, flaches Walmdach, Gurtgesims - Haus-Nummer 5: Gasthaus „Himmelmühle“, Erdgeschoss massiv, Obergeschoss Fachwerk, Krüppelwalmdach mit Ausbau, intaktes Wand-Öffnungs-Verhältnis - Haus-Nummer 12: zweigeschossiges Bruchsteingebäude mit Gurtgesims und Rundbogenfenstern in beiden Geschossen (ehemaliges Herrenhaus) - Haus-Nummer 14: großes Fachwerkgebäude, Erdgeschoss massiv, mit zwei klassizistischen Türgewänden, Obergeschoss zweiriegeliges Fachwerk, intaktes Wand-Öffnungs-Verhältnis, Krüppelwalmdach mit zwei Hechtgaupen, neue Sprossenfenster - ohne Haus-Nummer, Haupt- (und Neben-)Produktionsgebäude: viergeschossiger massiver Industriebau, an der Schmalseite mit Palladiomotiven, Nebengebäude ein- bis zweigeschossig, Segmentbogenfenster - Scheune / Remise: gedrungener Massivbau mit zwei Reihen Rundbogenfenstern und großem zentralen segmentbogigen Eingang, flaches Walmdach | 08967489    |
| Direkt Bild zu diesem Denkmal hochladen | Arbeiterwohnhaus | Himmelmühle 4 (Karte)                            | um 1900                             | zeittypischer Fachwerkbau, erbaut für die Beschäftigten in der Mühle, baugeschichtlich und ortshistorisch von Bedeutung Haus-Nummer 4: Ehemaliges Beamtenhaus, um 1900, Obergeschoss Fachwerk, überstehendes Satteldach, zentraler Giebel, Einfluss des Schweizerstils, hochgradig original erhalten (2004) | 09306033    |
| Weitere Bilder                          | Ehemalige Gaststätte (Nr. 6) und Nebengebäude (Nr. 8) | Himmelmühle 6; 8 (Karte)                         | 1. Hälfte 19. Jahrhundert           | ortsgeschichtlich und baugeschichtlich von Bedeutung - Ehemalige Gaststätte Himmelmühle, Haus-Nummer 6, 8, mit Nebengebäude - Nummer 6: breit gelagerter Bau, Erdgeschoss massiv, Obergeschoss Fachwerk, Krüppelwalmdach mit Dachhecht - Nummer 8: breit gelagerter Putzbau, hofseitig große Toreinfahrt, Krüppelwalmdach mit Dachhecht | 09306034    |
|                                         | Mehrfamilienhaus einer Arbeitersiedlung | Lindenstraße 1; 2 (Karte)                        | nach 1900                           | Teil einer Siedlung von vier Arbeiterwohnhäusern in Ziegelarchitektur, siehe auch Freiberger Straße 14–24, baugeschichtlich und sozialgeschichtlich von Bedeutung Denkmaltext: Die sogenannten „Roten Häuser“ sind vier Wohnhäuser für Arbeiter des ehemaligen Textilwerks von Wiesenbad (das fünfte Gebäude – Lindenstraße 3/4 – ist, da baulich verändert, kein Kulturdenkmal mehr), die wohl vor 1900 planmäßig angelegt wurden. Dominant sind die drei traufständigen Gebäude der Freiberger Straße, zweigeschossige Backsteinbauten auf rustikalem Sockel von 2 zu 12 Achsen mit erhöhtem, dreiecksgiebeligem Mittelrisalit und Segmentbogenfenstern auf der der Straße zugewandten Seite und mit flachen Krüppelwalmdächern (das Gebäude Lindenstraße 1/2 weicht in Achsenzahl und Dachform etwas ab, auch hat es als einziges noch die ursprünglich dazu gehörigen hinteren Schuppenbauten). Als Bauzier weisen die roten Gebäude gelbe Ziegel auf, die z. B. als optische Geschosstrennung ein Deutsches Band formen, die Backsteinarchitektur weist auf Sozial- bzw. Industriezusammenhang, die vergleichsweise aufwändige Gestaltung war wohl auch eine Selbstdarstellung des Textilunternehmens, neben der bau- und sozialgeschichtlichen Bedeutung der Anlage ist auch ihre bildprägende Relevanz hervorzuheben, ebenso wie der hohe Dokumentationswert und ihre Singularität im Annaberger Raum. (LfD/2012) Freiberger Straße 14–24: zweigeschossige rote Backsteinbauten auf rustikalem Sockel, 12 × 2 Achsen, Segmentbögen, dreiecksübergiebelter flacher Mittelrisalit, flache Krüppelwalmdächer, Gurtgesimse mit Deutschem Band, bei den Häusern der Freiberger Straße sind die dazu gehörigen Schuppen nicht mehr vorhanden, jedoch bei Lindenstraße 1 und Lindenstraße 2 noch, Lindenstraße 1/2: dreigeschossig, flaches Mansarddach, gerade Stürze | 08967566    |
| Direkt Bild zu diesem Denkmal hochladen | Beamtenwohnhaus | Lindenstraße 5 (Karte)                           | 1920er Jahre                        | rustikales Beamtenhaus der Flachsspinnerei in der Formensprache der 1920er Jahre, baugeschichtlich von Bedeutung; Bruchstein-Sockelgeschoss, Obergeschoss und Giebel mit Verbretterung, Fensterläden, spitzkantig zulaufender Mittelrisalit (expressionistisch), steiles Satteldach, Schieferdeckung, Spitzgiebel, Fischgrätverbretterung | 08967567    |
| Weitere Bilder                          | Kapelle | Lindenstraße 7 (Karte)                           | 1920                                | in der Formensprache der 1920er Jahre mit expressionistischem Einfluss, baugeschichtlich und ortsgeschichtlich von Bedeutung; Bruchstein, über 60° steiles Satteldach, Giebel verschindelt, kleiner Anbau, Epitaphien der Fabrikanten-Familien Meyer und Polemann | 08967568    |
|                                         | Fabrikantenwohnhaus | Mühle 2 (Karte)                                  | nach 1900                           | wohl aus mehreren Bauphasen bestehender Klinkerbau, ortsgeschichtlich von Bedeutung; dreigeschossiger massiver Putzbau, das steile geneigte Walmdach mit kleinen stehenden Gaupen der 1920er Jahre | 08967574    |
|                                         | Bahnwärterhaus mit Nebengebäude | Mühle 26 (Karte)                                 | 2. Hälfte 19. Jahrhundert           | eisenbahngeschichtlich von Bedeutung; eingeschossiger massiver Putzbau mit Drempel, Segmentbogen, flaches Satteldach mit Überstand | 08967579    |
| Direkt Bild zu diesem Denkmal hochladen | Fabrikantenvilla | Plattenthalstraße 7 (Karte)                      | um 1920                             | Putzbau mit Einfluss des Heimatstils, baugeschichtlich von Bedeutung; zweigeschossiger massiver Putzbau mit Walmdach (Ausbauten), rundbogiger Eingang, originales Haustürblatt, Gurtgesims, originale kleinteilige Fenstersprossung, Obergeschoss mit Schlagläden, Giebel verbrettert, nach Süden Drempelzone | 08967493    |
| Weitere Bilder                          | Empfangsgebäude, Fußgängerbrücke über Wassergraben, Bahnsteighalle und Garage eines Bahnhofs | Zum Bahnhof 1 (Karte)                            | 1905 (Empfangsgebäude)              | baugeschichtlich, eisenbahngeschichtlich und technikgeschichtlich von Bedeutung - Empfangsgebäude: Putzbau mit charakteristischem flachen Satteldach mit Überstand, schöne überdachte Holzbrücke zum Inselbahnsteig - Garage: von gediegener Architektur um 1910 (Putzbau) - Expedition: Holzschuppen mit Rampe und flachem Satteldach mit Überstand (abgebrochen 2007) | 08967573    |

## Neundorf
| Bild                                    | Bezeichnung                                              | Lage                          | Datierung                                       | Beschreibung | ID       |
| --------------------------------------- | -------------------------------------------------------- | ----------------------------- | ----------------------------------------------- | --- | -------- |
| Direkt Bild zu diesem Denkmal hochladen | Halde                                                    | (Karte)                       | 17./18. Jahrhundert                             | Bergbaugeschichtlich und technikgeschichtlich von Bedeutung. | 08967495 |
| Direkt Bild zu diesem Denkmal hochladen | Eisenbahnbrücke                                          | (Karte)                       | 1864                                            | Technikgeschichtlich von Bedeutung. Dreibogige Bruchsteinbrücke, mittlerer Bogen erhöht, die beiden seitlichen Bögen schmaler und niedriger | 08967486 |
| Direkt Bild zu diesem Denkmal hochladen | Mehrere Forstgrenzsteine                                 |                               |                                                 | | 09306062 |
| Direkt Bild zu diesem Denkmal hochladen | Wohnstallhaus und zwei Seitengebäude eines Dreiseithofes | Alte Dorfstraße 13 (Karte)    | 1. Hälfte 19. Jahrhundert                       | Authentisch erhaltene Hofanlage in Fachwerkbauweise, baugeschichtlich und heimatgeschichtlich von Bedeutung. - Wohnstallhaus: Erdgeschoss massiv, Stallteil noch erkennbar, Obergeschoss zweiriegeliges Sichtfachwerk, Krüppelwalmdach, altdeutsche Schieferdeckung, Wohnstallhaus mit einigen vergrößerten Öffnungen zur Talseite, Gebäude durch Fachwerk-Brücke mit verbretterter Scheune verbunden, - Scheune: Krüppelwalmdach, kleine dritte Seite ebenfalls verbrettert, Satteldach | 08967524 |
| Direkt Bild zu diesem Denkmal hochladen | Wohnstallhaus und zwei Seitengebäude eines Dreiseithofes | Alte Wiesaer Straße 8 (Karte) | Kern wohl vor 1800                              | In ihrer Struktur gut erhaltene Hofanlage, baugeschichtlich und heimatgeschichtlich von Bedeutung. Wohnstallhaus wohl ehemals Fachwerkhaus, jedoch vor langem massiv gebaut und als solches selbst schon historisch, Dachstuhl könnte sehr alt sein, altdeutsche Schieferdeckung, keine Ausbauten, die Scheune und weiteres Seitengebäude verbrettert | 08967522 |
|                                         | Wohnhaus mit integriertem Wirtschaftsteil                | Am Sportplatz 16 (Karte)      | 18. Jahrhundert, im Kern wohl 1663              | Obergeschoss Fachwerk, Konstruktion weitgehend intakt, baugeschichtlich und hausgeschichtlich von Bedeutung. Erdgeschoss massiv, geglättet, Giebel Sicht-Fachwerk mit K-Streben, ansonsten Obergeschoss verkleidet, aber weitgehend intaktes Wand-Öffnungs-Verhältnis, Rückseite verändert, Satteldach | 08967537 |
|                                         | Wohnstallhaus und Scheune eines Bauernhofes              | Birkenweg 4; 6 (Karte)        | 1. Hälfte 19. Jahrhundert, Kern womöglich älter | Wohnstallhaus Obergeschoss Fachwerk verkleidet, baugeschichtlich von Bedeutung. - Wohnstallhaus: Erdgeschoss massiv, sehr verändert, aber Obergeschoss-Konstruktion intakt, Satteldach, altdeutsche Schieferdeckung, - Scheune jüngeren Datums, verbrettert | 08967532 |
|                                         | Wohnhaus (mit Anbau)                                     | Hauptstraße 42 (Karte)        | 1. Hälfte 19. Jahrhundert, womöglich älter      | Obergeschoss Fachwerk verbrettert, Konstruktion erhalten, Relikt der Holzbauweise, baugeschichtliche Bedeutung. Erdgeschoss massiv, geglättet, aber Obergeschoss-Fenster originale Größe, Satteldach | 08967527 |
| Direkt Bild zu diesem Denkmal hochladen | Häuslerhaus                                              | Hauptstraße 47 (Karte)        | um 1800                                         | Obergeschoss Fachwerk, weitgehend ursprünglich, baugeschichtlich und sozialgeschichtlich von Bedeutung. Erdgeschoss massiv, Obergeschoss-Fenster weitgehend ursprünglich, Satteldach mit Aufschieblingen | 08967525 |
|                                         | Wohnhaus                                                 | Hauptstraße 53 (Karte)        | um 1800, womöglich älter                        | Obergeschoss Fachwerk, authentisch, baugeschichtlich und straßenbildprägend von Bedeutung. Erdgeschoss massiv, Natursteingewände, Kastenfenster, Obergeschoss zweiriegeliges Sicht-Fachwerk, Fenster in originaler Größe und zweiflügelig, sechsfeldrig gesprosst, Giebel verbrettert, Satteldach mit altdeutscher Schieferdeckung, ohne Ausbauten | 08967528 |
|                                         | Gasthof                                                  | Hauptstraße 55 (Karte)        | 1872                                            | Zeittypischer Putzbau, baugeschichtlich und ortsgeschichtlich von Bedeutung. Zweigeschossiger massiver Putzbau, Natursteingewände, Obergeschoss mit Rundbogenfenster (Saal), flaches Satteldach mit altdeutscher Schieferdeckung, Schrift und Verzierung der Bögen vermutlich später (nach 1910) | 08967530 |
| Direkt Bild zu diesem Denkmal hochladen | Wohnstallhaus mit integriertem Wirtschaftsteil           | Hauptstraße 68 (Karte)        | bezeichnet 1848, Kern wesentlich älter          | Lang gestreckter Fachwerkbau, baugeschichtlich und heimatgeschichtlich von Bedeutung. Erdgeschoss massiv, profiliertes Türgewände, (bezeichnet 1848), Obergeschoss Sicht-Fachwerk mit intakter Konstruktion, Wirtschaftsanbau mit unregelmäßigem Fachwerk, dahinter (massiv umgebauter) ehemaliger Scheunenteil, alles unter einem Dach, steiles Satteldach, Schieferdeckung, ohne Ausbauten                                                                                             | 08967531 |
| Direkt Bild zu diesem Denkmal hochladen | Wohnstallhaus und Scheune eines ehemaligen Dreiseithofes | Hauptstraße 71 (Karte)        | 1. Hälfte 19. Jahrhundert                       | Noch weitgehend ursprüngliche Fachwerkbauten, baugeschichtlich und heimatgeschichtlich von Bedeutung. Erdgeschoss massiv, verändert, Obergeschoss-Konstruktion aber intakt, Sprossen in Aspik, Fachwerk teils verbrettert, teils Giebel mit Eternit verkleidet, Satteldach, Schieferdeckung ohne Ausbau, Scheune ebenfalls Holzkonstruktion, leicht verändert, im rechten Winkel | 08967536 |
| Direkt Bild zu diesem Denkmal hochladen | Wohnstallhaus (mit integriertem Scheunenteil)            | Hauptstraße 76 (Karte)        | vor 1850                                        | Obergeschoss Fachwerk, baugeschichtlich von Bedeutung. Erdgeschoss massiv, geglättet, aber Wand-Öffnungs-Verhältnis intakt, Krüppelwalmdach, Scheune mit Ladekran | 08967533 |
| Direkt Bild zu diesem Denkmal hochladen | Häuslerhaus                                              | Hauptstraße 82 (Karte)        | bezeichnet 1691                                 | Obergeschoss Fachwerk, baugeschichtlich und hausgeschichtlich von Bedeutung. Erdgeschoss massiv, noch sehr ursprünglich (z. B. Doppelfenster-Stand 2005), Sicht-Fachwerk zweiriegelig mit Streben, Satteldach, altdeutsche Schieferdeckung, ohne Ausbau, verschiedene Bauphasen dokumentieren sich unter anderem durch Niveauunterschiede innen, Dachstuhl liegend mit Windverbänden, Aufschieblinge, Kehlbalken mit Unterzug, Erdgeschoss-Wände zirka 65 cm dick                        | 08967534 |
|                                         | Wohnhaus                                                 | Hauptstraße 86 (Karte)        | bezeichnet 1874                                 | Obergeschoss Fachwerk, einfaches Beispiel regionaltypischer Holzbauweise der Spätphase, baugeschichtlich von Bedeutung. Hohes Erdgeschoss (massiv, profilierte Fenstergewände), klassizistisches Türgewände, hoher Fachwerkkorb zweiriegelig, Kunststofffenster mit Sprossen in Aspik, flaches Satteldach, Schieferdeckung, Giebelverbretterung | 08967535 |
| Weitere Bilder                          | Kirche mit angebauter Aussegnungshalle                   | Kirchsteig (Karte)            | 1899/1900                                       | Späthistoristische Saalkirche mit Anklängen an die Neoromanik, baugeschichtlich und ortsgeschichtlich von Bedeutung. Putzbau über kreuzförmigem Grundriss, an der Südwestseite hoher Turm | 08967529 |
| Direkt Bild zu diesem Denkmal hochladen | Kriegerdenkmal Erster und Zweiter Weltkrieg              | Kirchsteig (Karte)            | Nach 1918; nach 1945                            | Ortsgeschichtlich von Bedeutung | 09307450 |
|                                         | Wohnhaus                                                 | Kirchsteig 3 (Karte)          | 18. Jahrhundert                                 | Obergeschoss Fachwerk, Konstruktion intakt, bildprägend durch exponierte Lage, baugeschichtliche Bedeutung. Erdgeschoss massiv, verändert, Obergeschoss-Fenster weitgehend originale Größe, Satteldach, Schieferdeckung, Dachliegefenster, direkte Nähe zur Kirche | 08967526 |
| Direkt Bild zu diesem Denkmal hochladen | Wohnstallhaus und Scheune eines Zweiseithofes            | Wiesenbader Weg 13 (Karte)    | Kern wohl vor 1800                              | Trotz Veränderungen baugeschichtlich und ortsgeschichtlich von Bedeutung. - Wohnstallhaus: Erdgeschoss massiv, Obergeschoss Fachwerk?, Wand-Öffnungs-Verhältnis intakt, steiles Satteldach, - Scheune vergleichsweise aufwändiges zweigeschossiges Fachwerk-Gebäude mit Krüppelwalmdach und Ausbauten, beide Gebäude Schieferdeckung | 08967504 |

## Schönfeld
| Bild                                    | Bezeichnung                                                          | Lage                                    | Datierung                                   | Beschreibung | ID       |
| --------------------------------------- | -------------------------------------------------------------------- | --------------------------------------- | ------------------------------------------- | --- | -------- |
|                                         | Herrenhaus des ehemaligen Rittergutes                                | Alleeweg 2 (Karte)                      | 1806                                        | Zeittypischer Putzbau, baugeschichtlich und ortsgeschichtlich von Bedeutung. Zweigeschossiger massiver Putzbau, gedrungenes Krüppelwalmdach, etwas geglättet, aber Wand-Öffnungs-Verhältnis intakt | 08967581 |
| Direkt Bild zu diesem Denkmal hochladen | Scheune eines ehemaligen Bauernhofes                                 | Annaberger Straße 7 (Karte)             | um 1800                                     | Baugeschichtlich und ortsgeschichtlich von Bedeutung. Scheune breit gelagerter, gedrungener Bruchsteinbau mit Krüppelwalmdach | 08967514 |
|                                         | Postmeilensäule                                                      | Annaberger Straße 16 (bei) (Karte)      | bezeichnet 1723                             | Viertelmeilenstein, Nummer 47, zirka 150 cm hoch, bezeichnet 1723, rötlicher Granit; verkehrsgeschichtlich von Bedeutung. Viertelmeilenstein Nummer 47 aus rötlichem Granit, bezeichnet 1723. Im Siebenjährigen Krieg umgestürzt, wurde er zwar wieder aufgestellt, um 1850 aber beim Straßenausbau vergraben. Nach der Wiederfindung 1932 erfolgte die Einmauerung in eine Mauer des ehemaligen Rittergutes Schönfeld. | 08967510 |
| Direkt Bild zu diesem Denkmal hochladen | Wohnhaus                                                             | Bergstraße 17 (Karte)                   | um 1900                                     | Obergeschoss Fachwerk, zum Teil verkleidet, Spätphase der Holzbauweise, baugeschichtliche Bedeutung. Erdgeschoss massiv, Obergeschoss Fachwerk, zum Teil verkleidet, breite Drempelzone, flaches Satteldach, Holzkonstruktion intakt, Fenster mit alter T-Sprossung (2004) | 08967512 |
| Direkt Bild zu diesem Denkmal hochladen | Ehemalige Strumpffabrik                                              | Martha-Weber-Gasse 2 (Karte)            | 2. Hälfte 19. Jahrhundert                   | Weitgehend authentischer Putzbau mit Satteldach, baugeschichtlich und ortsgeschichtlich von Bedeutung. Zweigeschossiger massiver Putzbau mit intaktem Wand-Öffnungs-Verhältnis, flaches Satteldach ohne große Ausbauten, Schieferdeckung | 08967519 |
| Direkt Bild zu diesem Denkmal hochladen | Fabrikgebäude                                                        | Obere Tannenberger Straße 7 (Karte)     | 1920er Jahre                                | Später Wohnhaus, in der Formensprache der 1920er Jahre errichteter Putzbau, baugeschichtlich und ortsgeschichtlich von Bedeutung. Zweigeschossiger massiver Putzbau, Erdgeschoss mit Rundbogenfenstern, flaches Walmdach, exponierte Lage mit apsidenartigem Anbau | 08967509 |
| Direkt Bild zu diesem Denkmal hochladen | Wohnhaus                                                             | Schieferberg 2 (Karte)                  | bezeichnet 1795                             | Obergeschoss Fachwerk, baugeschichtlich und straßenbildprägend von Bedeutung. Erdgeschoss massiv, geglättet, Fachwerk großteils sichtbar, zweiriegelig, intakt, Satteldach mit Aufschiebling, Schieferdeckung | 08967521 |
| Direkt Bild zu diesem Denkmal hochladen | Wohnstallhaus mit winklig angebautem Seitengebäude eines Bauernhofes | Schieferberg 4 (Karte)                  | Kern wahrscheinlich vor 1800                | Wohnstallhaus Obergeschoss Fachwerk, baugeschichtlich und ortsgeschichtlich von Bedeutung. Erdgeschoss massiv, Obergeschoss mit weitgehend intakter Fachwerk-Konstruktion (zweiriegelig), steiles Satteldach, Schieferdeckung, Anbau über Eck mit barock anmutender Kubatur, massiv, altdeutsche Schieferdeckung | 08967508 |
| Direkt Bild zu diesem Denkmal hochladen | Wohnhaus                                                             | Schieferberg 12 (Karte)                 | 18. Jahrhundert, womöglich noch etwas älter | Obergeschoss Fachwerk, ältere Generation noch erhaltener Holzbauweise, baugeschichtlich und hausgeschichtlich von Bedeutung. Erdgeschoss massiv, Obergeschoss-Fachwerk weitgehend mit intakter Konstruktion, Satteldach mit markanten Aufschieblingen | 08967520 |
| Direkt Bild zu diesem Denkmal hochladen | Wohnstallhaus                                                        | Straße des Friedens 9; 11 (Karte)       | 18. Jahrhundert                             | Obergeschoss noch überwiegend Fachwerk, ältere Generation regionaltypischer Holzbauweise, trotz Veränderungen und anderem baugeschichtlich von Bedeutung. Erdgeschoss massiv, geglättet, Obergeschoss zu 2/3 noch Fachwerk, Fensteröffnungen grenzen an Traufe, steiles Satteldach mit Aufschieblingen und leichtem Überstand                                                                                           | 08967518 |
| Direkt Bild zu diesem Denkmal hochladen | Wohnstallhaus                                                        | Straße des Friedens 38 (Karte)          | um 1800                                     | Obergeschoss Fachwerk, baugeschichtlich und heimatgeschichtlich von Bedeutung. Erdgeschoss massiv, Stallteil klar erkennbar, Obergeschoss auf der Hofseite Sicht-Fachwerk mit intakter Konstruktion, sonst verkleidet, steiles Satteldach mit markanten Aufschieblingen | 08967517 |
| Weitere Bilder                          | Schulgebäude (ohne späteren Anbau)                                   | Straße des Friedens 42 (Karte)          | bezeichnet 1908 (Wetterfahne)               | Putzbau im Reformstil der Zeit, mit markantem Dachreiter, baugeschichtlich und ortsgeschichtlich von Bedeutung. Zweigeschossiger massiver Putzbau, zeitgenössisch heterogener Grundriss, Walmdach mit krüppelgewalmter Giebelzone (Hauptseite), überhauster („Portikus“-) Eingang, Eckerker mit Zierfachwerk | 08967515 |
| Direkt Bild zu diesem Denkmal hochladen | Friedhofskapelle                                                     | Straße des Friedens 42 (hinter) (Karte) | 1887                                        | Putzbau mit markantem Dachreiter, baugeschichtlich von Bedeutung. Eingeschossiger massiver Putzbau mit Rundbogenfenstern, flaches Satteldach, Schieferdeckung, Dachreiter mit Welscher Haube, kegelförmig auslaufend | 08967516 |

## Wiesa
| Bild                                    | Bezeichnung                                                                      | Lage                                    | Datierung                                       | Beschreibung | ID       |
| --------------------------------------- | -------------------------------------------------------------------------------- | --------------------------------------- | ----------------------------------------------- | --- | -------- |
| Direkt Bild zu diesem Denkmal hochladen | Straßenbrücke über die Zschopau                                                  | (Karte)                                 | 19. Jahrhundert                                 | Baugeschichtlich von Bedeutung. Dreibogig, Bruchstein, mit gerundeten Vorlagen: Eisbrecher? | 08967506 |
| Direkt Bild zu diesem Denkmal hochladen | Fußgängerbrücke über eine Eisenbahnstrecke                                       | (Karte)                                 | vermutlich 1866                                 | Bruchsteinbogenbrücke, baugeschichtlich von Bedeutung. Bruchsteinbogen | 08967558 |
| Direkt Bild zu diesem Denkmal hochladen | Forstgrenzstein                                                                  |                                         | 1786                                            | Forstgrenzstein, ortsgeschichtlich von Bedeutung | 09306061 |
|                                         | Mord- und Sühnekreuz                                                             | Alte Annaberger Straße 2 (bei) (Karte)  | Nachmittelalterlich                             | Ortsgeschichtlich von Bedeutung | 08967582 |
|                                         | Eisenbahnbrücke                                                                  | Alte Annaberger Straße 26 (bei) (Karte) | 1864                                            | Einbogige Bruchsteinbogenbrücke, baugeschichtlich von Bedeutung. | 09306231 |
|                                         | Wohnstallhaus, Seitengebäude und Scheune eines Dreiseithofes                     | Alte Bahnhofstraße 2 (Karte)            | bezeichnet 1886                                 | Wohnstallhaus Obergeschoss Fachwerk, zum Teil verbrettert, authentisch, in der Struktur erhalten, baugeschichtlich und heimatgeschichtlich von Bedeutung. - Wohnstallhaus: Erdgeschoss Bruchstein, zum Teil verputzt, Stallteil klar erkennbar, Obergeschoss zweiriegeliges Fachwerk und Drempel, Langseite verbrettert, flaches Satteldach, Schieferdeckung, Ausbauten neu, - Seitengebäude: Eingeschossig, massiv, Mansarddach, - Scheune: Putzbau mit zwei großen Tordurchfahrten, Satteldach mit drei dreieckigen Gauben zum Hof                               | 08967502 |
|                                         | Wohnstallhaus                                                                    | Alte Bahnhofstraße 4 (Karte)            | bezeichnet 1870                                 | Obergeschoss Fachwerk, aus der Spätphase ländlicher Holzbauweise, baugeschichtlich und heimatgeschichtlich von Bedeutung. Erdgeschoss massiv, Obergeschoss zwei(?)-riegeliges Fachwerk und Drempel, intaktes Wand-Öffnungs-Verhältnis, flaches Satteldach | 08967501 |
|                                         | Wohnhaus                                                                         | Am Graben 2 (Karte)                     | 18. Jahrhundert                                 | Obergeschoss Fachwerk verkleidet, Konstruktion erhalten, baugeschichtliche Bedeutung. Erdgeschoss massiv, zum Teil verändert, Obergeschoss Fenster originale Größe, steiles Satteldach mit altdeutscher Schieferdeckung, ohne Ausbauten | 08967560 |
|                                         | Häuslerhaus                                                                      | Am Graben 13 (Karte)                    | 1. Hälfte 19. Jahrhundert                       | Obergeschoss Fachwerk, baugeschichtlich von Bedeutung. Erdgeschoss massiv, zum Teil verändert, Obergeschoss Fenster in originaler Größe, Sicht-Fachwerk zweiriegelig, Satteldach | 08967561 |
|                                         | Wohnhaus (mit Anbau)                                                             | Am Ochsenberg 3 (Karte)                 | um 1840                                         | Obergeschoss Fachwerk, bildprägend, baugeschichtliche Bedeutung. Erdgeschoss massiv, Winterfenster, Obergeschoss Fenster in originaler Größe, Satteldach | 08967563 |
|                                         | Wirtschaftsgebäude und Gutscheune eines ehemaligen Rittergutes                   | Am Rittergut 13; 15 (Karte)             | bezeichnet 1838, Kern vermutlich älter          | Putzbauten mit Mansarddach, baugeschichtliche und ortsgeschichtliche Bedeutung. - Wirtschaftsgebäude: Eingeschossiger massiver Putzbau mit gegiebeltem Mittelrisalit, Porphyrgewände, Kreuzgratgewölbe, zweigeschossiges Mansarddach mit neuen Ausbauten (stehende Gaupen), - Scheune: Mächtiger, breit gelagerter Putzbau mit großteils erhaltenen Segmentbogenöffnungen, Bruchsteingebäude, Mansarddach mit drei Reihen Dachhechten. | 08967555 |
|                                         | Wohnstallhaus, Seitengebäude und Scheune eines Bauernhofes                       | Amselgrund 7 (Karte)                    | 18. Jahrhundert (Kern)                          | Zeit- und regionaltypischer Bauernhof, Wohnstallhaus in Fachwerkbauweise, baugeschichtlich, hausgeschichtlich und heimatgeschichtlich von Bedeutung. - Wohnstallhaus: Erdgeschoss massiv, beide Geschosse intaktes Wand-Öffnungs-Verhältnis, Obergeschoss Fachwerk, Giebel verschiefert und verbrettert, Satteldach mit Schieferdeckung, - Scheune: Breit gelagerter Putzbau mit großen Holztoren, steiles Satteldach mit Schieferdeckung, - Seitengebäude: Erdgeschoss massiv, Obergeschoss Fachwerk verbrettert, Satteldach mit Schieferdeckung                  | 08967500 |
| Weitere Bilder                          | Kirche (mit Ausstattung), Kirchhofseinfriedung und Feierhalle                    | An der Kirche 2 (Karte)                 | 1903–1904                                       | Dominante Jugendstilkirche (Zentralbau) mit wertvoller Innengestaltung, baugeschichtlich, ortsgeschichtlich und ortsbildprägend von Bedeutung. Saalkirche, kreuzförmiger Putzbau mit kräftigem, achteckigem Vierungsturm, dieser im oberen Teil verschiefert, Anbauten für Treppenaufgänge, Sakristei, Loge und Grabkapelle der Rittergutsfamilie Wecke, Innengestaltung aus der Erbauungszeit durch Lothar Graupner, Architekten Schilling & Graebner | 08967545 |
|                                         | Kantorat                                                                         | An der Kirche 3 (Karte)                 | vor 1800, im Kern wohl älter                    | Ehemaliger Fachwerkbau, Strukturbestandteil der Ortskernbebauung, baugeschichtlich und ortsgeschichtlich von Bedeutung. Erdgeschoss massiv, Porphyrgewände, zwei klassizistische Türgewände, Haupteingang profiliert (Zahnschnitt), Obergeschoss massiv, bis vor zirka 150 Jahren Fachwerk, eine Giebelseite noch Fachwerk verbrettert, Krüppelwalmdach mit markanten Aufschieblingen, intaktes Wand-Öffnungs-Verhältnis | 08967546 |
|                                         | Fabrikantenwohnhaus                                                              | Chemnitzer Straße 11; 12; 13 (Karte)    | bezeichnet 1911                                 | In den Formen des zeitgenössischen Reformstils, hochgradig ursprünglich, bau- und ortsgeschichtliche Bedeutung. Zweigeschossiger massiver Putzbau (Obergeschoss ist zugleich Dachgeschoss), Krüppelmansarddach, intaktes Wand-Öffnungs-Verhältnis, teilweise originale Fenstersprossung (2004), Giebelerker mit Holzverzierungen, Giebelfeld verschiefert | 08967505 |
|                                         | Wohnstallhaus zwei Seitengebäude und Scheune eines Vierseithofes                 | Dorfteichweg 3 (Karte)                  | 18. Jahrhundert (Kern)                          | In ihrem Erscheinungsbild weitgehend authentische erhaltene Hofanlage mit besonderer baugeschichtlicher, ortsgeschichtlicher und heimatgeschichtlicher Bedeutung. - Wohnstallhaus: Erdgeschoss massiv, Naturstein-Fenstergewände, verziertes Haustürgewände, Stallteil klar erkennbar, Sprossen-Kastenfenster, unversehrtes Sicht-Fachwerk, zweiriegelig, Eckstreben, steiles Satteldach ohne Ausbauten, - Die Hufeisen bildenden zwei Seitengebäude und Scheune teils Bruchstein, teils Fachwerk (meistens verbrettert), in Struktur und Aussehen im Ort singulär | 08967542 |
|                                         | Wohnhaus                                                                         | Dorfteichweg 4 (Karte)                  | um 1800                                         | Obergeschoss Fachwerk, baugeschichtlich und ortsbildprägend von Bedeutung. Erdgeschoss massiv, leicht verändert, Obergeschoss-Fachwerk zweiriegelig, steiles Satteldach ohne Ausbauten, altdeutsche Schieferdeckung | 08967544 |
|                                         | Wohnhaus                                                                         | Dreigüterstraße 1 (Karte)               | 1. Hälfte 19. Jahrhundert, womöglich älter      | Obergeschoss Fachwerk verkleidet, Konstruktion intakt, zentrale Lage, baugeschichtliche Bedeutung. Erdgeschoss massiv, geglättet, Wand-Öffnungs-Verhältnis im Obergeschoss intakt, Satteldach, altdeutsche Schieferdeckung, drei kleine stehende Gaupen | 08967538 |
|                                         | Wohnstallhaus, zwei Seitengebäude, Scheune und Granittrog eines Vierseithofes    | Dreigüterstraße 9 (Karte)               | Schlussstein bezeichnet 1749                    | Wohnstallhaus, Obergeschoss Fachwerk, zwei Bruchsteingebäude, verbrettertes Seitengebäude, in ihrem Erscheinungsbild weitgehend authentische erhaltene Hofanlage mit baugeschichtlicher, ortsgeschichtlicher und heimatgeschichtlicher Bedeutung. Wohnstallhaus: Erdgeschoss massiv, Obergeschoss Fachwerk, intakt, beides leicht geglättet, Satteldach, die beiden Bruchsteingebäude authentisch | 08967503 |
|                                         | Wohnstallhaus und Seitengebäude eines Zweiseithofes                              | Dreigüterstraße 13 (Karte)              | 1. Hälfte 19. Jahrhundert                       | Wohnstallhaus Obergeschoss Fachwerk, teils verbrettert, authentisch, baugeschichtliche Bedeutung. Erdgeschoss massiv, zum Teil noch bruchsteinsichtig, intaktes Wand-Öffnungs-Verhältnis im Obergeschoss, zweiriegeliges Fachwerk, Giebelverbretterung, Satteldach | 08967497 |
|                                         | Wohnstallhaus und drei hintereinander gestaffelte Seitengebäude eines Hakenhofes | Dreigüterstraße 34 (Karte)              | 18. Jahrhundert (Kern)                          | Wohnstallhaus Obergeschoss Fachwerk, trotz Veränderung im Fachwerk baugeschichtliche Bedeutung wegen der besonderen Hofstruktur. Wohnstallhaus: Erdgeschoss massiv, Obergeschoss Fachwerk verkleidet, durch einige liegende Fenster in der Konstruktion versehrt, jedoch altes Satteldach (Kaltdach), die Seiten (drei Bauphasen) interessant durch Dachstaffelung, Beispiel eines Bergbauernhofes, Struktur gegen Wetterunbilden | 08967498 |
|                                         | Wohnstallhaus                                                                    | Erbgerichtsstraße 20 (Karte)            | bezeichnet 1864, Kern älter                     | Obergeschoss Fachwerk, trotz Veränderungen baugeschichtliche Bedeutung. Erdgeschoss massiv, sehr verändert, aber profiliertes Haustürgewände, Obergeschoss verbrettert, ein vergrößertes Fenster, steiles Satteldach ohne Ausbauten | 08967559 |
|                                         | Wohnstallhaus, Seitengebäude und Scheune eines Dreiseithofes                     | Gutsweg 10 (Karte)                      | Kern 18. Jahrhundert                            | Wohnstallhaus Obergeschoss Fachwerk, in der Struktur erhaltener Bauernhof, baugeschichtlich und heimatgeschichtlich von Bedeutung. Wohnstallhaus: Erdgeschoss massiv, Obergeschoss Sicht-Fachwerk, trotz Veränderung einer Öffnung authentisch, steiles Satteldach, Scheune verbrettert, weiteres Bruchsteingebäude (Talseite) | 08967564 |
|                                         | Wohnhaus eines Bauernhofes                                                       | Köllnerberg 4 (Karte)                   | 1869 laut Bauakte                               | Obergeschoss Fachwerk, authentisch, Bestandteil der Ortskernbebauung, baugeschichtliche Bedeutung. Erdgeschoss massiv, typische Drei-Teilung des Grundrisses, Wand-Öffnungs-Verhältnis in beiden Geschossen intakt, Fachwerk überputzt, Satteldach, Trockenmauer | 08967553 |
|                                         | Häuslerhaus                                                                      | Köllnerberg 6 (Karte)                   | nach 1800                                       | Obergeschoss Fachwerk verbrettert, einfaches Beispiel regionaltypischer Holzbauweise, baugeschichtlich von Bedeutung. Erdgeschoss massiv, Eingang verändert, Wand-Öffnungs-Verhältnis im Obergeschoss aber intakt, Satteldach | 08967552 |
|                                         | Wohnhaus                                                                         | Neundorfer Straße 4 (Karte)             | 18. Jahrhundert                                 | In offener Bebauung, Obergeschoss zum Teil noch Fachwerk, Bestandteil der Ortskernbebauung, baugeschichtliche Bedeutung. Erdgeschoss massiv, Giebel massiv ersetzt, Tal-Langseite noch Fachwerk mit Aufbretterung, Fensteröffnungen direkt unter der Traufe, steiles Satteldach mit markanten Aufschieblingen, ohne Ausbauten | 08967549 |
|                                         | Wohnhaus mit Anbau                                                               | Neundorfer Straße 7 (Karte)             | 1. Hälfte 18. Jahrhundert, womöglich noch älter | Wohnhaus Obergeschoss Fachwerk (ursprünglich wohl auch Erdgeschoss Fachwerk) mit massivem, ebenfalls alten Anbau, älteste Generation noch erhaltener Holzbauweise, Strukturbestandteil der Ortskernbebauung, baugeschichtliche Bedeutung. Erdgeschoss massiv, wahrscheinlich unterfahren, Fachwerk sichtbar, einriegelig, Eckstreben, intaktes Wand-Öffnungs-Verhältnis, eine Giebelseite ausgemauert, Satteldach mit markanten Aufschieblingen, ein Spitzgiebel verbrettert                                                                                       | 08967547 |
|                                         | Häuslerhaus                                                                      | Neundorfer Straße 8 (Karte)             | Kern womöglich vor 1800                         | Obergeschoss Fachwerk verbrettert, Bestandteil der Ortskernbebauung, baugeschichtlich von Bedeutung. Erdgeschoss massiv, spätklassizistisches Haustürgewände, ein Giebelfenster vergrößert, anderer Giebel zurzeit ganz ohne Öffnungen, steiles Satteldach ohne Ausbauten, mit markanten Aufschieblingen | 08967548 |
|                                         | Wohnstallhaus und zwei Seitengebäude eines Dreiseithofes                         | Neundorfer Straße 16 (Karte)            | um 1800                                         | Wohnstallhaus Obergeschoss Fachwerk, Struktur intakt, baugeschichtlich und heimatgeschichtlich von Bedeutung. Wohnstallhaus: Erdgeschoss massiv, Stallteil noch erkennbar, Obergeschoss Fachwerk (zum Teil sichtbar, zweiriegelig), steiles Satteldach mit altdeutscher Schieferdeckung, die Seitengebäude verbrettert, jünger | 08967556 |
|                                         | Schule                                                                           | Schulweg 4 (Karte)                      | bezeichnet 1877                                 | Putzbau mit flachem übergiebelten Mittelrisalit, baugeschichtlich und ortsgeschichtlich von Bedeutung. Dreigeschossiger massiver Putzbau mit flachem übergiebelten Mittelrisalit, darin Okulus, Segmentbogenfenster | 08967554 |
| Weitere Bilder                          | Wohnmühlenhaus und Produktionsgebäude eines Mühlenanwesens, mit Mühlgraben       | Talstraße 10 (Karte)                    | Mitte 19. Jahrhundert                           | Zentrale Lage, baugeschichtlich und ortsgeschichtlich von Bedeutung. - Wohnmühlenhaus: Zweigeschossiger massiver Putzbau mit Naturstein-Fenstergewänden, profiliertem Haustürgewände, Traufgesims mit Deutschem Band, Satteldach, drei Dachliegefenster, - Produktionsgebäude zweigeschossiger massiver Putzbau im rechten Winkel | 08967551 |
|                                         | Straßenbrücke über die Zschopau                                                  | Talstraße 10 (bei) (Karte)              | 1930er Jahre                                    | Bruchstein-Bogenbrücke, baugeschichtlich von Bedeutung. | 08967550 |
|                                         | Wohnhaus                                                                         | Talstraße 14 (Karte)                    | 1. Hälfte 19. Jahrhundert                       | Obergeschoss Fachwerk verkleidet, baugeschichtliche Bedeutung. Erdgeschoss massiv, stark verändert, aber Obergeschoss-Konstruktion intakt, Satteldach ohne Ausbauten | 08967562 |
|                                         | Wohnhaus                                                                         | Uferweg 18 (Karte)                      | 1. Hälfte 19. Jahrhundert                       | Obergeschoss Fachwerk, baugeschichtliche Bedeutung. Erdgeschoss massiv, neue Porphyrgewände, Obergeschoss-Fachwerk aufgebrettert, Giebel verbrettert, Satteldach, Schieferdeckung | 08967539 |
|                                         | Wohnhaus                                                                         | Uferweg 20 (Karte)                      | 1. Hälfte 19. Jahrhundert                       | Obergeschoss Fachwerk, authentisch, baugeschichtliche Bedeutung. Erdgeschoss massiv, recht behutsam erneuert, Obergeschoss zweiriegeliges Fachwerk, intaktes Wand-Öffnungs-Verhältnis, Giebel neu verbrettert, Satteldach mit altdeutscher Schieferdeckung, eventuell einst auch Fachwerk-Erdgeschoss | 08967540 |
|                                         | Wohnhaus                                                                         | Uferweg 24 (Karte)                      | 1. Hälfte 19. Jahrhundert                       | Obergeschoss Fachwerk, Konstruktion erhalten, baugeschichtliche Bedeutung. Erdgeschoss massiv, verändert, zweiriegeliges Sicht-Fachwerk, alte Fenster (2004), Giebel verbrettert, Satteldach, Schieferdeckung | 08967541 |